# Френ Єсенко
Френ Єсенко (14 березня 1875 — 14 липня 1932) — словенський ботанік і генетик рослин, який став відомим завдяки своїй роботі з гібридизації пшениці та жита.
Після відвідування середньої школи в Любляні вступив до Віденського університету і закінчив заклад у 1902 році. Під час навчання став наставником двох східних принців у Vienna's Teresianum college для хлопчиків, пізніше також працюючи в цій якості в графа Мервельтта у Відні, а також викладачем з 1913 року.
Під час перебування у Відні Єсенко розпочав кілька досліджень з питань гібридизації рослин під наглядом фон Чермака. Отримав родючі гібриди між різними сортами пшениці та жита за допомогою зворотного схрещування (backcrossing) і описав їх характеристики з посиланням на принципи Менделя. Він припустив, що знижена родючість гібридів була наслідком хромосомної несумісності, а також морфологічних відмінностей. Завдяки цьому він був одним із піонерів досліджень тритикале і міжродових гібридів загалом.
Його робота була перервана Першою світовою війною, під час якої служив на Східному фронті, де був поранений і ув'язнений. Після війни повернувся на батьківщину, щоб стати викладачем у Загребському університеті (Хорватія), а з 1920 року— професором. У цей час працював над створенням ботанічного інституту в Любляні, а в 1921 році став першим професором ботаніки в недавно створеному Люблянському університеті. Також продовжив дослідження гібридів рослин і допоміг заснувати дослідну станцію в Бельтінці.
Окрім генетики рослин, Єсенко був примітним як один із прихильників Національного парку Триглав, єдиного національного парку в Словенії сьогодні та одного з найдавніших у Європі. У 1924 році був заснований Альпійський природоохоронний парк, і Єсенко розмічав частину його кордонів зі своїми учнями. Раніше він проводив там літо, вивчаючи альпійську флору зі студентами та сприяючи постійному правовому захисту района, який був реалізований лише в 1981 році, набагато пізніше після смерті Єсенка. Влітку 1932 року потраптв у гірський завал на скелі Комарча (словен. Komarča). Зі зламаною спиною його перевезли до лікарні в Любляні, де він помер 14 липня.
Нагорода, яку присуджує Біотехнічний факультет з 1972 року, названа на його честь (словен. Jesenkovo priznanje). Також його іменем названі вулиця в Любляні і 3-х кілометрова Стежка Єсенка на пагорбі Рожник.